# Christine Anyakun
Christine "Christie" Anyakun là một vận động viên chạy bộ đường dài trung bình đã nghỉ hưu người Uganda. Cô đã giành huy chương vàng trong 800 mét tại Đại hội Thể thao toàn châu Phi năm 1973 ở Lagos, lần đầu tiên 800 m được tranh tài tại Thế vận hội toàn châu Phi. Cô cũng là người chiến thắng Giải vô địch Đông Phi năm 1972 ở nội dung 800m nữ.
Năm 1971, Anyakun đã tới Đại học Duke để thi đấu trong cuộc họp quốc tế khai mạc (và duy nhất) Pan Phi-USA, nơi đưa Châu Phi chống lại Mỹ trong một sự kiện chấm điểm dựa trên đội để làm từ thiện. Cô đã hoàn thành cuối cùng trong trận chung kết 800m của mình, sau người chiến thắng Mary Decker, trong thời gian 2: 24,43.
Anyakun là một thành viên của Cảnh sát Quốc gia Uganda, là một phần của Dịch vụ Nhà tù ở Uganda.